# Llista de Creus de Sant Jordi/1988

#### Persones
Informació actualitzada per un bot. Els canvis manuals es perdran quan s'actualitzi!
| Persona                             | Wikidata  | Descripció                                           | Ocupació                                                                                                   | Imatge |
| ----------------------------------- | --------- | ---------------------------------------------------- | --- | ------ |
| David H. Rosenthal                  | Q503680   | escriptor estatunidenc                               | poeta traductor periodista musical escriptor                                                               |        |
| Josep Palau i Fabre                 | Q1332482  | poeta català                                         | poeta escriptor traductor crític d'art dramaturg crític literari                                           |        |
| Pere Gimferrer i Torrens            | Q1976640  | escriptor català                                     | poeta traductor escriptor assagista crític literari                                                        |        |
| José Manuel Lara Hernández          | Q2167832  | empresari espanyol                                   | emprenedor empresari editor                                                                                |        |
| Antoni Ros-Marbà                    | Q2640572  | director d'orquestra i compositor català             | director d'orquestra compositor                                                                            |        |
| Joaquín Ruiz-Giménez Cortés         | Q3050228  | polític espanyol                                     | diplomàtic acadèmic escriptor polític professor d'universitat jurista filòsof ministre ministre d'Educació |        |
| Pierre Bonnassie                    | Q3384075  | historiador francès                                  | historiador medievalista professor d'universitat professor d'educació secundària professor ajudant         |        |
| Jaume Vidal Alcover                 | Q3753643  | escriptor mallorquí                                  | escriptor dramaturg                                                                                        |        |
| Q4893207                            | Q4893207  |                                                      | militar |        |
| Ramon Roca i Puig                   | Q5646681  | papiròleg, hel·lenista i sacerdot català             | filòleg sacerdot catòlic professor d'universitat traductor hel·lenista                                     |        |
| Josep Vallverdú i Aixalà            | Q6280541  | escriptor català                                     | filòleg escriptor traductor professor d'educació secundària dibuixant                                      |        |
| Miquel Àngel Riera Nadal            | Q9033528  | poeta mallorquí                                      | escriptor poeta                                                                                            |        |
| Josep Corredor Matheos              | Q11037429 |                                                      | escriptor poeta historiador traductor                                                                      |        |
| Miquel Siguan i Soler               | Q11692964 |                                                      | psicòleg lingüista professor d'universitat                                                                 |        |
| Aina Moll Marquès                   | Q11904512 | filòloga menorquina                                  | filòleg polític sociolingüista professor de català                                                         |        |
| Andreu Rabasa i Negre               | Q11905530 | empresari català                                     | empresari                                                                                                  |        |
| Delmir de Caralt i Puig             | Q11916813 |                                                      | empresari director de cinema realitzador de cinema o televisió                                             |        |
| Francesc Gomà i Musté               | Q11922761 | filòsof català                                       | filòsof |        |
| Geoffrey J. Walker                  | Q11924062 |                                                      | científic historiador hispanista                                                                           |        |
| Jaime Rubio Álvarez                 | Q11927123 |                                                      | enginyer                                                                                                   |        |
| Joan Llevadot i Estradé             | Q11927784 | polític i advocat català                             | jurista advocat                                                                                            |        |
| Josep Ferrer-Bonsoms i Bonsoms      | Q11928569 | empresari català                                     | empresari                                                                                                  |        |
| Lluís Carratalà i Vila              | Q11933587 | actor professional i escultor de figures de pessebre | escultor actor                                                                                             |        |
| Marcel·lí Cella i Piqué             | Q11935269 |                                                      | sardanista                                                                                                 |        |
| Pere Batlle Huguet                  | Q11940921 | Capellà i arqueòleg català (1907-1990)               | sacerdot catòlic arqueòleg historiador de l'art                                                            |        |
| Pilar Azemar i Puig de la Bellacasa | Q11941617 | vídua de Manuel Carrasco i Formiguera                | |        |
| Robert Ignatius Burns               | Q11945793 | historiador estatunidenc                             | historiador medievalista                                                                                   |        |
| Lluís Maria Güell i Cortina         | Q16861852 | pintor, docent i gestor cultural català              | pintor |        |
| Pere Elies i Busqueta               | Q16941923 | Escriptor, publicista i docent català                | poeta traductor pedagog escriptor professor de català                                                      |        |
| Carmina Pleyan i Cerdà              | Q16943465 | lingüista catalana, professora, escriptora           | lingüista                                                                                                  |        |
| Fernando Rubió i Tudurí             | Q17297272 | Farmacèutic i empresari espanyol (1900-1994)         | farmacèutic empresari mecenes                                                                              |        |
| Josep Roca i Pons                   | Q19257351 | lingüista català                                     | lingüista professor d'universitat                                                                          |        |
| Josep Soler i Vidal                 | Q19300699 | polític i historiador català                         | historiador polític                                                                                        |        |

#### Entitats
Informació actualitzada per un bot. Els canvis manuals es perdran quan s'actualitzi!
| Entitat                                               | Wikidata   | Descripció                                                           | Imatge |
| ----------------------------------------------------- | ---------- | -------------------------------------------------------------------- | ------ |
| Escola Superior d'Administració i Direcció d'Empreses | Q682316    | escola de negocis i facultat de dret amb campus a Barcelona i Madrid |        |
| Centre Català de Rosario                              | Q8343574   |                                                                      |        |
| Agrupació Cultural Folklòrica de Barcelona            | Q11904326  |                                                                      |        |
| Cobla La Principal de la Bisbal                       | Q11914380  | grup musical tradicional                                             |        |
| Cobla Orquestra La Selvatana                          | Q11914382  | grup musical tradicional                                             |        |
| Sala Gaspar                                           | Q11946661  | galeria d'art                                                        |        |
| Editorial La Galera                                   | Q17600423  | editorial                                                            |        |
| Centre educatiu privat Isabel de Villena              | Q111595593 | Centre educatiu privat a Esplugues de Llobregat                      |        |